# Cuidados com a pele

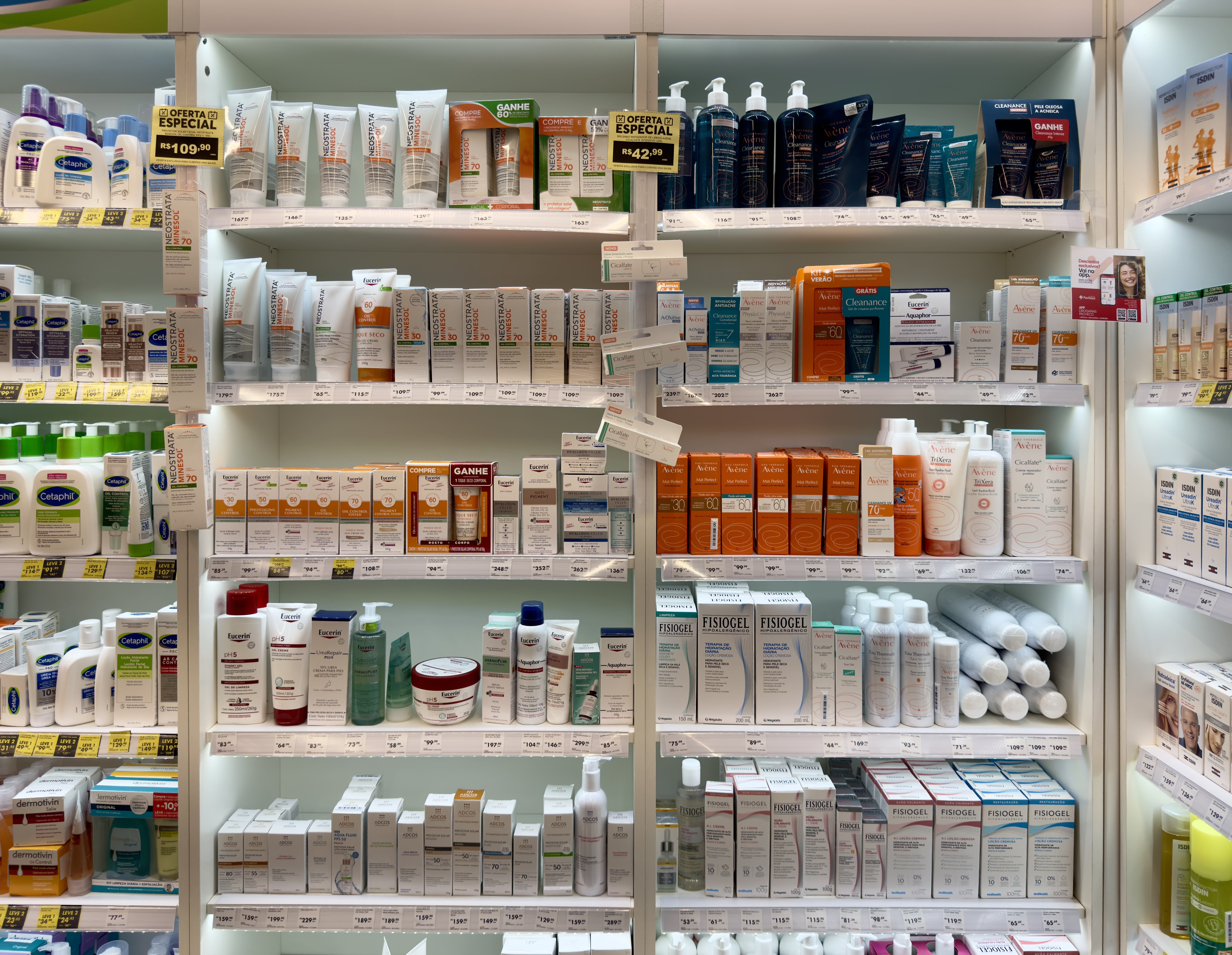
Cosméticos para cuidados com a pele em uma farmácia

Os cuidados com a pele é um conjunto de práticas que apoiam a integridade da pele, melhoram o seu aspeto e aliviam as afecções cutâneas. Estas práticas podem incluir a nutrição, evitar a exposição excessiva ao sol e a utilização adequada de emolientes. As práticas que melhoram a aparência incluem o uso de cosméticos, botulinum, esfoliação, preenchimentos, resurfacing a laser, microdermoabrasão, peelings, terapia com retinol, e tratamento de pele por ultra-sons. Os cuidados com a pele são um procedimento diário de rotina em muitos contextos, como a pele demasiado seca ou demasiado húmida, a prevenção de dermatites e a prevenção de lesões cutâneas.
Os cuidados com a pele fazem parte do tratamento da cicatrização de feridas, da radioterapia e de alguns medicamentos.

## Protetor solar

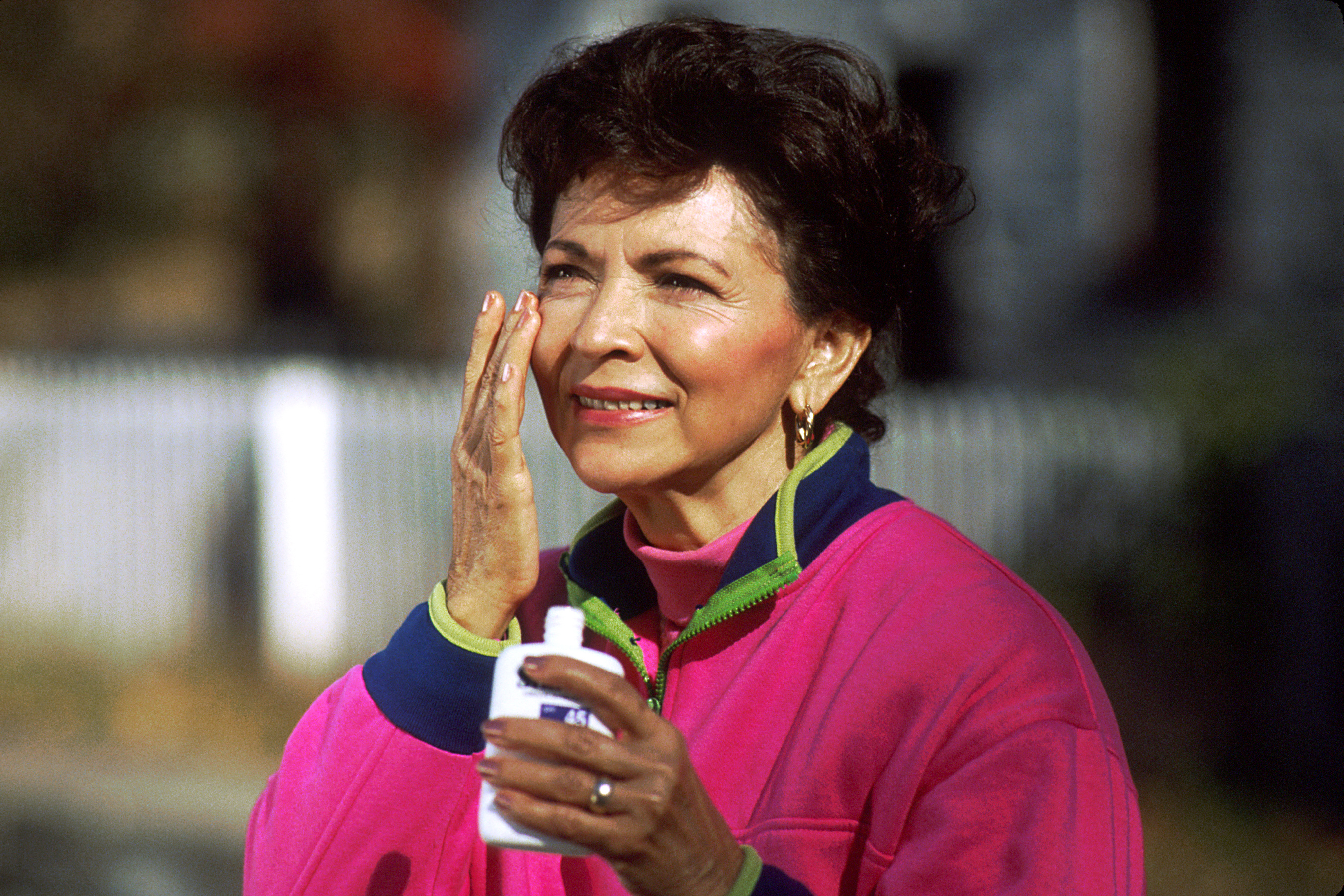
Uma mulher aplicando protetor solar

A proteção solar é um aspeto importante dos cuidados com a pele. Embora o sol seja benéfico para que o corpo humano obtenha a sua dose diária de vitamina D, o excesso de luz solar sem proteção pode causar danos extremos à pele. A radiação ultravioleta (UVA e UVB) dos raios solares pode causar queimaduras solares em vários graus, envelhecimento precoce e um risco acrescido de cancro da pele. A exposição aos raios UV pode causar manchas de tom de pele irregular e secar a pele. Pode reduzir a elasticidade da pele e favorecer a flacidez e a formação de rugas.
O protetor solar pode proteger a pele dos danos causados pelo sol; o protetor solar deve ser aplicado pelo menos 20 minutos antes da exposição e deve ser reaplicado de quatro em quatro horas. O protetor solar deve ser aplicado em todas as áreas da pele que vão estar expostas ao sol, e pelo menos uma colher de sopa (25 ml) deve ser aplicada em cada membro, no rosto, no peito e nas costas, para garantir uma cobertura completa. Muitos hidratantes com cor, bases e primários contêm atualmente algum tipo de FPS.
Os protetores solares podem vir na forma de cremes, géis ou loções; seu número de FPS indica sua eficácia na proteção da pele contra a radiação solar. Existem protetores solares disponíveis para todos os tipos de pele; em particular, aqueles com pele oleosa devem escolher protetores solares não comedogênicos; aqueles com pele seca devem escolher protetores solares com hidratantes para ajudar a manter a pele hidratada, e aqueles com pele sensível devem escolher protetores solares hipoalergênicos e sem perfume e testar em um local discreto (como na parte interna do cotovelo ou atrás da orelha) para garantir que não irrite a pele.